# Jarzmo pomiarowe
Jarzmo pomiarowe – specjalnie ukształtowany obwód magnetyczny używany do pomiarów własności magnetycznych materiałów magnetycznych (zazwyczaj materiałów ferromagnetycznych).

## Jarzma używane do magnetyków miękkich

### Znormalizowane jarzma pomiarowe
Istnieje kilka rodzajów znormalizowanych jarzm pomiarowych używanych do pomiarów własności magnetycznych materiałów magnetycznie miękkich, które działają na zasadzie nieobciążonego transformatora:
1. Aparat Epsteina (ang. Epstein frame) – jarzmo pomiarowe składa się tylko z odpowiednio ułożonych uzwojeń: pierwotnego i wtórnego. Testowana próbka musi być przygotowana jako zestaw odpowiedniej ilości pasków materiału (blachy lub taśmy magnetycznej). Cały strumień magnetyczny zamyka się w badanej próbce (lub przynajmniej tak się zakłada).
2. Jarzmo do pomiarów na pojedynczym arkuszu blachy (ang. Single Sheet Tester – SST) – jarzmo takie składa się z dwóch części o kształcie litery C, które służą do zamykania strumienia magnetycznego wytwarzanego przez zestaw uzwojeń: pierwotnego i wtórnego. Jarzmo musi być wykonane w taki sposób, aby jego reluktancja była pomijalnie mała w porównaniu z reluktancją badanej próbki.
3. Próbka toroidalna (ang. toroidal sample) – podobnie jak w aparacie Epsteina, cały strumień magnetyczny zamyka się w próbce. Próbka powinna mieć kształt rdzenia toroidalnego na którym nawija się zestaw uzwojeń: pierwotne i wtórne.

### Nieznormalizowane jarzma pomiarowe
Istnieje bardzo wiele typów nieznormalizowanych jarzm pomiarowych, które buduje się w zależności od potrzeb. Jednym z bardziej znanych typów jest jarzmo do pomiarów na pojedynczym pasku blachy, w którym można badać pojedynczy pasek próbki z aparatu Epsteina.

## Jarzma używane do magnetyków twardych
Procedura pomiarów właściwości magnetycznych jest odmienna dla magnetyków twardych, więc używane są inne jarzma pomiarowe.